# 毛里塔尼亞基督教
基督教是毛里塔尼亞的一個少數宗教，信仰的人數極為稀少，大概有200-4500人。政府會打壓基督徒，因此該國的基督徒大都是外國（如黑非洲）來的勞工。在毛里塔尼亞沙漠中有約160的柏柏爾人（雙重信仰者，既是穆斯林也是基督徒）每週參加福音節目的秘密集會。